# Цотниашвили, Заза
Заза Цотниашвили (груз. ზაზა ცოტნიაშვილი) род. 26 июля 1971, Цхинвали) ― грузинский учёный, политолог, доктор филологических наук, профессор, академик Национальная академия наук Грузии. 
Ректор Цхинвальского государственного университета 2006―2007 годах. С 1 октября 2010 года ― профессор Университета Давида Агмашенебели в Грузии.
Заза Цотниашвили является автором 3-х монографий, около 40 научных статей, более двухсот десятков публицистических писем, занимается плодотворной переводческой деятельностью. Читает курсы лекций по фольклору, истории грузинской литературы, истории журналистики, анализу политических конфликтов и основам менеджмента.

## Биография
Родился 26 июля 1971 года в городе Цхинвали, Южная Осетия, Грузинская ССР.
В 1977-1988 годах учился в 4-й средней школе в Цхинвали. 1988―1993 годах учился в Цхинвальском государственном университете на историко-филологическом факультете, получив диплом по грузинскому языку, литературе и истории.
В 1993―1996 годах учился в магистратуре Тбилисского государственного университета по специальности история современной грузинской литературы. В 1998 году защитил кандидатскую диссертацию по теме: «Грузинский роман 90-х годов XX века» (литература), а в 2005 году защитил докторскую диссертацию по теме «Грузино-осетинские отношения в прессе на рубеже XX века. XXI век (публицистические аспекты) »(Журналистика)».
В 2007 году прошел курсы переподготовки в Европейской высшей школе менеджмента по специальности «Основы администрирования и менеджмента».
Владеет русским, английским, немецким и осетинским языками.

## Карьера
В 1995 -1997 годах работал в Цхинвальском государственном университете заведующим кафедрой грузинской литературы заведующим литературным кружком. В 1998―2000 годах работал учёным секретарем этого университета. С 2000 по 2005 год трудился деканом факультета филологии и журналистики. В 2005 году исполнял обязанности декана факультета гуманитарных и социальных наук.
С 2006 по 2007 год работал ректором Цхинвальского государственного университета. С 2007 по 2008 год исполнял обязанности ректора Горийского университета, а в 2008―2010 годах работал ректором этого университета.
С 2010 по 2014 годы в Университете Давида Строителя временно заведовал отделом обеспечения качества, затем был деканом факультета социальных и гуманитарных наук и деканом факультета медиа и проректора.
С 2018 года Заза Цотниашвили возглавляет программу бакалавриата по журналистике в Кавказском международном университете.
Является экспертом Фонда Ромуальдо Дель Бьянко и президентом Федерации тенниса Шида Картли. Активно участвует в общественной и благотворительной деятельности.

## Монографии
- Художественные особенности современного грузинского романа, Цсу, Гори, 2002;
- Грузино-осетинские отношения в прессе на рубеже XX-XXI веков, ЧСС, Книга I, Тбилиси, 2005;
- Письма, портреты, диалоги, речи, переводы, Тбилиси, 2007;